# Occidentalismo
Il termine occidentalismo designa i zapadniki, cioè una corrente del pensiero storico e filosofico che si affermò in Russia nei primi decenni del XIX secolo ed ebbe le sue maggiori caratterizzazioni ideologiche intorno al 1835-1845. Insieme all'opposta corrente dello slavofilismo contribuì a precisare gli orientamenti principali della cultura e della spiritualità russa dell'epoca.
In senso lato, il termine si applicò a tutte le elites culturali che nel XIX e XX secolo, fuori dell'ambito europeo o nordamericano, cercarono di proporre soluzioni di tipo cosmopolita alla crisi del modo di produzione pre-capitalistico.

## Occidentalismo russo e slavofilismo
Comuni a tutte e due le correnti russe erano le motivazioni storiche, cioè l'idea di un autoctonismo della primitiva cultura russa, e le basi ideologiche, cioè il movimento romantico partito dalla Germania e la filosofia tedesca, con un più determinante influsso di Hegel sugli occidentalisti e di Schelling sugli slavofili.

### Pensiero
Gli occidentalisti partivano da una considerazione unitaria della storia culturale e spirituale dell'umanità, le cui differenziazioni storiche costituirebbero unicamente delle varietà spiegabili con la diversità dei popoli, ma comunque riducibili a categorie comuni.
Alla luce di questi principi, gli occidentalisti, ritenendo le particolarità della storia e della cultura russe varietà relative, insistevano sulla necessità, per la Russia, di appropriarsi delle conquiste della civiltà occidentale, di fronte alla quale essa sembrava trovarsi in un singolare ritardo di sviluppo.
Nel ripensamento della storia russa, gli occidentalisti giungevano naturalmente, pur con talune riserve, ad una esaltazione dell'opera di Pietro il Grande in cui vedevano un momento di eccezionale importanza per l'apertura sull'Europa che la sua riforma aveva rappresentato.
Tra i maggiori rappresentanti dell'occidentalismo si ricordano: Pëtr Jakovlevič Čaadaev, Nikolaj Vladimirovič Stankevič, Vissarion Grigor'evič Belinskij, Timofej Nikolaevič Granovskij, Michail Bakunin, Aleksandr Ivanovič Herzen.